# جیوون والتون
جیوون والتون (به انگلیسی: Javon Walton) (زاده ۲۲ ژوئیه ۲۰۰۶) یک بازیگر کودک آمریکایی است که بیشتر برای کارش در مجموعه تلویزیونی سرخوشی و فیلم‌های خانواده آدامز ۲ و سامری شناخته شده‌است.